# Sophie Beaudouin-Hubière
Pour les articles homonymes, voir Beaudouin.
Sophie Beaudouin-Hubière, née le 20 novembre 1972 à Toulouse (Haute-Garonne), est une femme politique française.
Membre de La République en marche (LREM), elle est députée dans la première circonscription de la Haute-Vienne de 2017 à 2022. À partir de septembre 2020, elle est vice-présidente du groupe LREM chargée de la communication interne et institutionnelle. 

## Biographie

### Origines et carrière professionnelle
Née en 1972 de parents enseignants, Sophie Beaudouin-Hubière grandit dans les Deux-Sèvres. Titulaire d'un master en Information et Communication de l'Université de Poitiers, elle commence sa carrière en tant que gestionnaire de clientèle chez La Poste[réf. souhaitée]. Elle travaille ensuite plusieurs années dans l'industrie bancaire, où elle effectue notamment des missions en formation et en accompagnement professionnel, avant de devenir chargée de gestion et du développement des ressources humaines au groupe Caisse d'épargne, emploi qu'elle quitte en 2016,. Elle est syndiquée à la CFDT.

### Députée de la Haute-Vienne
En mai 2017, après avoir pris part à la campagne présidentielle d'Emmanuel Macron en tant que responsable locale des finances et de la mobilisation, elle est investie candidate aux élections législatives dans la première circonscription de la Haute-Vienne, sous la bannière politique de La République en marche.
Le 18 juin 2017, elle est élue députée en obtenant 56 % des voix au second tour, face à une candidate de La France insoumise.
En septembre 2020, après l'élection de Christophe Castaner comme président du groupe LREM, celui-ci la nomme vice-présidente du groupe chargée de la communication interne et institutionnelle.
Le 23 février 2021, elle se voit confier avec la sénatrice Nadège Havet par le Premier ministre Jean Castex une mission visant à « rendre la commande publique plus responsable sur le plan social et environnemental et plus accessible aux PME ».
Candidate à sa réélection lors des élections législatives de 2022, elle est devancée au premier tour par le candidat de la Nouvelle Union populaire écologique et sociale Damien Maudet, qui l'emporte au second tour. Sophie Beaudouin-Hubière est battue, avec 46,56 % des voix exprimées.

### Après l'Assemblée nationale
En 2023, il est annoncé qu'elle prend en charge la communication du groupe Renaissance à l'Assemblée.
En avril 2024, elle devient conseillère chargée des relations avec les élus auprès de Guillaume Kasbarian.